# NRJ Léman
NRJ Léman ist ein Privatradio mit Sitz in Genf. Es gehört zur NRJ Group und existiert seit 1988.
Obwohl sich die Studios in der Schweiz befinden und die Stadt Genf sowie die Genferseeregion (französisch Région lémanique) das Hauptzielgebiet des Senders ist, handelt es sich rechtlich gesehen um einen Sender für die französische Stadt Annemasse, der Teil des nationalen französischen NRJ-Sendernetzwerks ist.
NRJ Léman gestaltet montags bis freitags von 9 bis 20 Uhr ein eigenständiges Programm aus Genf, ansonsten ist das nationale französische Programm aus Paris zu hören, das aber u. a. durch lokale Genfer Werbung unterbrochen wird. Wie alle NRJ-Sender, bietet auch NRJ Léman ein Radioprogramm, das vor allem Jugendliche und junge Erwachsene ansprechen soll. Die Musikauswahl konzentriert sich auf die aktuellen Hits. 
NRJ Léman sendet auf der Frequenz 103,6 MHz. Der Sender wird von einem Sendestandort am Salève auf dem Gebiet von Bossey auf die Region eingestrahlt.